# La Nation (journal français)
Pour les articles homonymes, voir Nation (homonymie).
La Nation est un journal français publié entre 1884 et 1927.

## Histoire
Conseiller municipal de Paris, Camille Dreyfus est depuis 1881 l'un des rédacteurs de La Lanterne, journal radical dirigé par Eugène Mayer. Rédigé le 31 décembre 1883 et publié dans le numéro daté du lendemain, un article non signé mais peut-être dû à Yves Guyot critique assez sévèrement un amendement déposé par Dreyfus au conseil municipal. Dreyfus démissionne le même jour en motivant sa décision par ses divergences en matière économique avec la ligne défendue par le journal.
Dreyfus décide alors de fonder un nouveau quotidien, dont il devient le directeur politique. Lancée le 10 avril 1884, La Nation est un journal politique du soir à cinq centimes. Sa ligne éditoriale est résolument radicale, car son programme se réclame du programme de Belleville qui a été abandonné par les opportunistes et notamment par le gouvernement de Jules Ferry. La Nation est aussi libérale.
Son premier rédacteur en chef est Edmond Théry. Ayant besoin de temps pour rédiger la partie économique d'une encyclopédie, celui-ci démissionne de son poste en février 1885 mais conserve la critique musicale.
Le 6 janvier 1885, La Nation a absorbé La Nouvelle presse de Félix Granet, Ernest Judet et Marius Vachon. Granet devient ainsi codirecteur de la Nation aux côtés de Dreyfus et le reste pendant trois mois.
En vue des élections législatives de 1885 dans le département de la Seine, la Nation forme, avec 
huit autres organes radicaux (Le Rappel, Le Petit Parisien, La Justice, Le Radical, La République radicale, L’Électeur républicain, Le Petit quotidien et La Correspondance radicale) une « Union de la presse radicale socialiste », qui présente une liste sur laquelle Dreyfus occupe la 25e position. Malgré la publication de listes radicales plus ou moins différentes par d'autres journaux (dont La Lanterne et L'Intransigeant) ou comités électoraux (dont la « Fédération républicaine radicale des électeurs indépendants de la Seine » et le « comité Maujan » porté par La France libre), 3 des 4 élus du premier tour ont été patronnés par l'Union de la presse radicale socialiste. Les monarchistes ayant relevé la tête grâce aux divisions des républicains, ces derniers se rassemblent pour le scrutin de ballotage en une « Union des comités et des journaux républicains » autour des 34 candidats républicains arrivés en tête au premier tour, parmi lesquels 26, dont Dreyfus, étaient présents sur la liste de l'Union de la presse radicale socialiste. Grâce à cette discipline républicaine, la liste unique, dominée par les radicaux au détriment des opportunistes, est élue en bloc.
La Nation se prononce nettement contre le boulangisme à partir du mois d'avril 1888.
En déclin après 1890, la Nation est mise en faillite en mai 1894. L'année suivante, Dreyfus est condamné pour son implication dans une affaire de chantage. Interrompue le 11 janvier 1895, la publication du journal ne reprend que le 10 août suivant, sous la direction de Philippe de Préchatain.

## Collaborateurs

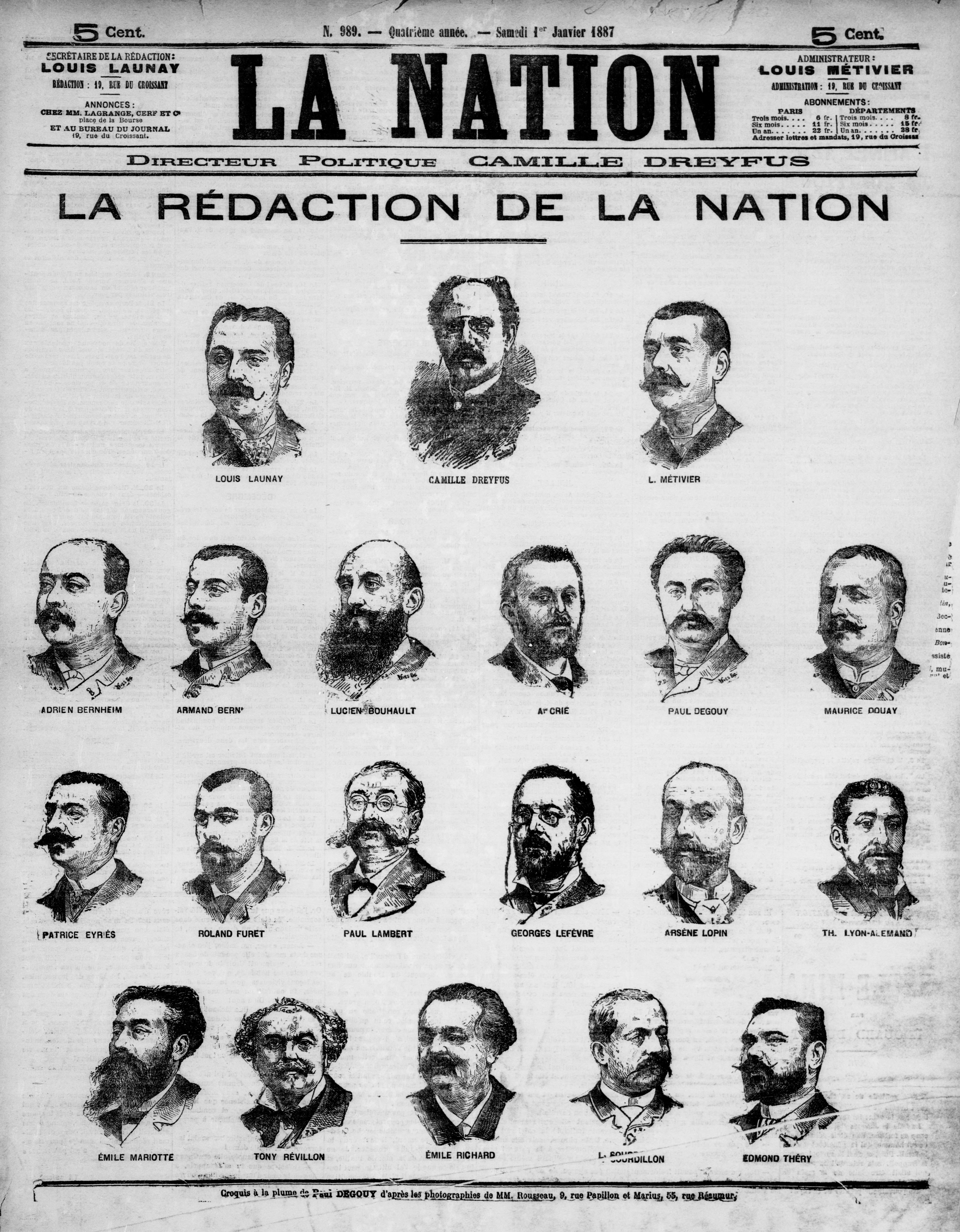
La Nation, 1er janvier 1887

- P. Alléguède (secrétaire de la rédaction)[14]
- G. Arnould (secrétaire de la rédaction)[15]
- Adrien Bernheim[16]
- Armand Bernheim[16]
- Lucien Bouhault[17],[16]
- Arsène Crié[16]
- Paul Burani (critique dramatique)
- Paul Degouy[16]
- Edmond Diet (critique musical)
- Maurice Douay[16]
- Jacques Dreux (rédacteur en chef)[18]
- Camille Dreyfus[17],[16]
- Paul Dreyfus (rédacteur en chef)[19]
- Patrice Eyriès[16]
- Roland Furet (d)[16]
- Charles Gilbert-Martin[20]
- Félix Granet[6],[21]
- Armand Félix Marie Jobbé-Duval[22]
- Ernest Judet[6]
- Henri Kéroul (critique dramatique)
- Paul Lambert[16]
- Louis Launay (d) (secrétaire de la rédaction)[21]
- Georges Lefèvre (d)[16]
- Arsène Lopin (d)[17],[16]
- Théophile Lyon-Alemand (d)[16]
- Émile Mariotte (d)[16]
- Louis Métivier[16]
- Jules Ranson (secrétaire de la rédaction[23] puis rédacteur en chef)[24]
- Tony Révillon[17],[16]
- Gaston Ribault-Lagasne[25]
- Émile Richard[17],[16]
- Louis Sourdillon[16]
- André Tessier[26]
- Edmond Théry[16]
- Marius Vachon[6]